# قائمة تخصصات التمريض
يوجد في العالم الحديث عدد من تخصصات التمريض.
تُصدر المنظمات المهنية أو مجالس التصديق شهادات طوعية في العديد من هذه التخصصات.
- Ambulatory care nursing
- ممرض ممارس متقدم
- Burn nursing
- Camp nursing
- تمريض القلب
- Cardiac Intervention nursing
- Diabetes Nursing
- ممرض أسنان قانوني
- إدارة الحالات الطبية
- Community health nursing
- Correctional nursing
- تمريض العناية المركزة
- تمريض الطوارئ
- Environmental health nursing
- Faith community nursing
- تمريض الطيران
- تمريض شرعي
- Gastroenterology nursing
- Genetics nursing
- تمريض العناية بالشيخوخة
- زائر صحي
- الرعاية التمريضية الشمولية
- تمريض الصحة المنزلية
- Hospice and palliative care nursing
- تمريض الضغط العالي
- Immunology and allergy nursing
- Intravenous therapy nursing
- Infection control nursing
- Infectious disease nursing
- Legal nurse consultant
- Maternal-child nursing
- تمريض باطني جراحي
- ممرض عسكري
- تمريض الأطفال حديثي الولادة
- Neurosurgical nursing
- Nephrology nursing
- Nurse attorney
- معلوماتية صحية
- علم إدارة التمريض
- أبحاث التمريض
- ممرضة قابلة معتمدة
- تمريض التوليد
- تمريض الصحة المهنية
- تمريض الأورام
- تمريض العظام
- جرح، فغر، وتمريض مستمر
- تمريض الأطفال
- Perianesthesia nursing
- Perioperative nursing
- تمريض الصحة النفسية والعقلية
- رعاية تمريضية خاصة
- تمريض صحة المجتمع
- Pulmonary nursing
- إدارة الجودة
- Radiology nursing
- Rehabilitation nursing
- Research nursing
- Renal nursing
- تمريض مدرسي
- تمريض الفضاء
- Sub-acute nursing
- Substance abuse nursing
- تمريض جراحي
- التمريض عن بعد
- التمريض عن بعد
- Transplantation nursing
- Travel nursing
- Urology nursing
- إدارة الانتفاع
- Vascular Access
- تاريخ العناية بالجروح